# El proceso de Cristo
El proceso de Cristo ist ein mexikanischer Spielfilm aus dem Jahr 1966. Er behandelt den Prozess und die Kreuzigung von Jesus Christus.

## Handlung
Dreißig bis vierzig Jahre nach der Kreuzigung Jesu werden Simon Petrus, Barabbas und andere Jünger Jesu während der Regierungszeit Neros zur Hinrichtung nach Rom gebracht. Durch die Vermittlung von Aristaco verbringen sie eine Nacht im Haus des ehemaligen Statthalters Pontius Pilatus. In Rückblenden erinnern sich die Anwesenden an Jesu Prozess und Hinrichtung.
Der Prediger Jesus Christus hat zwölf Jünger um sich gesammelt und verkündet seine Lehren. Jesus wird verhaftet, damit ihm der Prozess gemacht werden kann. Doch die Aussagen falscher Zeugen bringen den Prozess nicht voran.
Simon Petrus erinnert sich an das  Letzte Abendmahl und an den Judaskuss, mit dem Apostel Judas Iskariot Jesus verrät. Beim Letzten Abendmahl wäscht Jesus seinen Jüngern die Füße. Nach der Verteilung von Brot und Wein an die Jünger verkündet Jesus, Judas Iskariot werde ihn verraten. Jesus geht mit seinen Jüngern in den Garten Gethsemane zum Beten.
Petrus erzählt von der Hochzeit zu Kana, während Barabbas von Maria Magdalena und ihrer Beziehung zu Jesus berichtet. Piluatus' Frau Claudia Procula erinnert sich, dass eine ihrer Dienerinnen ihr von der Auferweckung der Tochter des Jairus von den Toten durch Jesus berichtete.
Kurz vor Jesu Verhaftung wäscht ihm eine Frau mit ihrem Haar und mit kostbarem Wasser und ihren Tränen die Füße. Jesus würdigt ihre Tat und vergibt ihr ihre Sünden. Petrus’ wendet ein, man hätte das Wasser für die Armen verkaufen können. Jesus entgegnet, die Frau hätte dies für seine Grablegung getan.
Statthalter Pontius Pilatus befragt Jesus nach seiner Lehre. Als er erfährt, dass Jesus Galiläer ist, schickt er ihn zu Herodes Antipas, da dieser für Jesus zuständig ist. Gleichzeitig wird Pilatus von seiner Frau gebeten, Jesus zu verschonen, da sie seinetwegen schlecht geträumt habe. Herodes Antipas fühlt sich durch Jesus an Johannes den Täufer erinnert und versucht vergeblich, Jesu dazu zu bringen, einige seiner Wunder vorzuführen. Pilatus lässt Jesus geißeln; die Soldaten flechten ihm eine Dornenkrone. Die Hohepriester werfen ihm immer noch Gotteslästerung vor. Als Pilatus aus Anlass das Paschafestes anbietet, einen Gefangenen freizulassen, entscheidet sich die Volksmenge nach Zureden durch die Hohepriester für den Räuber Barabbas und fordert Jesu Kreuzigung. Pilatus verurteilt Jesus zur Kreuzigung, wäscht aber seine Hände in Unschuld. Judas wirft aus Reue die dreißig Silberlinge, die er von den Hohepriestern für seinen Verrat bekommen hat, in den Tempel.
Jesus tritt den Kreuzweg nach Golgota an. Unterwegs wischt Veronika mit einem Schweißtuch sein Gesicht ab. Simon von Cyrene hilft Jesus, das Kreuz zu tragen. Unterdessen erhängt sich Judas an einem Baum. Auf Golgota wird Jesus gekreuzigt. Er vertraut seine Mutter Maria der Sorge seines Jüngers Johannes an. Jesus wird von dem mit ihm gekreuzigten Schächer Gestas verspottet, aber von Dismas in Schutz genommen, dem er das Paradies verspricht. Wenig später stirbt Jesus am Kreuz und empfiehlt seinen Geist in Gottes Hände.
Pilatus kommt zu dem Schluss, dass Simon Petrus und Barabbas lediglich sein Schuldgefühl vergrößert haben, und befiehlt ihnen, zu gehen.